# Orjachovitsa
Orjachovitsa (bulgariska: Оряховица) är ett distrikt i Bulgarien.   Det ligger i kommunen Obsjtina Stara Zagora och regionen Stara Zagora, i den centrala delen av landet, 210 km öster om huvudstaden Sofia.
Trakten runt Orjachovitsa består till största delen av jordbruksmark. Runt Orjachovitsa är det ganska tätbefolkat, med 155 invånare per kvadratkilometer.